# 圣西普里安 (多尔多涅省)
圣西普里安（法語：Saint-Cyprien，法語發音：[sɛ̃ sipʁijɛ̃] ⓘ）是法国多尔多涅省的一个市镇，属于萨拉拉卡内达区。

## 地理
圣西普里安（44°52'11"N, 1°2'37"E）面积21.5 平方千米，位于法国新阿基坦大区多爾多涅省，该省份为法国西南部内陆省份，是法國本土面积第三大的省，大致对应佩里戈尔地区，北起顺时针与夏朗德省、上维埃纳省、科雷兹省、洛特省、洛特-加龙省、吉倫特省和滨海夏朗德省接壤。
与圣西普里安接壤的市镇（或旧市镇、城区）包括：莱塞济、梅拉尔、贝尔比吉耶尔、库克斯和比加罗克-穆藏斯、康帕涅。

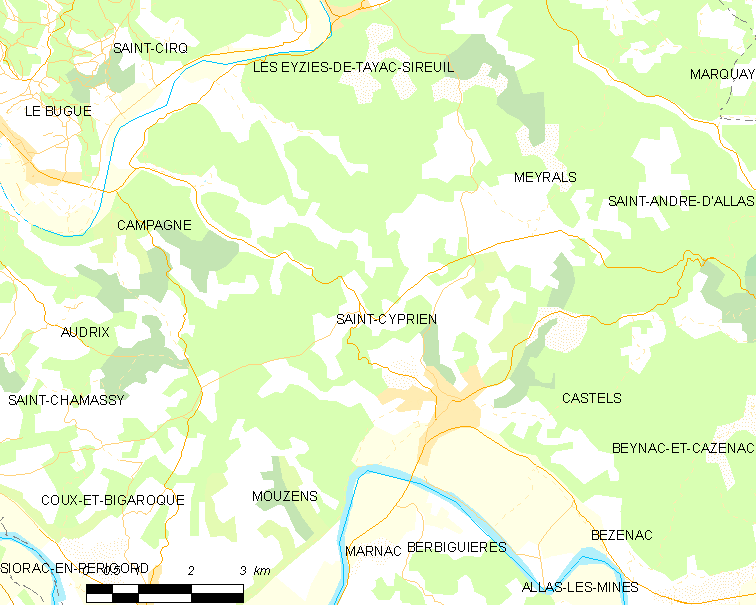
的OSM定位图

圣西普里安的时区为UTC+01:00、UTC+02:00（夏令时）。

## 行政
圣西普里安的邮政编码为24220，INSEE市镇编码为24396。

## 政治
圣西普里安所属的省级选区为多尔多涅河谷县。

## 人口

1962-2008年间人口变化图示

圣西普里安于2022年1月1日时的人口数量为1566人。